# Jobaria Defense Systems Multiple Cradle Launcher
The Multiple Cradle Launcher - це новітня реактивна система залпового вогню в армії ОАЕ. Вона має 240 трубок, що робить її найбільшою у світі реактивною артилерією за кількістю трубок. Вважається, що  вона може замінити одразу декілька РСЗ БМ-21 град 

## Опис
В Армії Об'єднаних Арабських Еміратів звернулася з проханням про встановлення ракетної артилерійської батареї на одному транспортному засобі, оскільки армія використовує шість транспортних засобів, БМ-21 "Град".  Multiple Cradle Launcher має перевагу над використанням шести транспортних засобів, яким потрібна команда з 30 чоловік, тоді як для Кільця-пускачів потрібна лише команда з трьох, для роботи та запуску такої ж кількості ракет (240). Вона має чотири ракетні установки на причепі в кожному з яких знаходиться шістдесят 122-мм ракет. Система запускає ракети "Рокетсан" 122мм Т-122 Сакар'я ракети оснащена фугасною бойовою частиною, які можуть бути підірвані за допомогою точки детонуючого детонатора або неконтактного детонатора. Оператор системи може вибрати, скільки і які ракети випустити. Всі ракети можна випустити за дві хвилини, а швидкість вогню - 2 рази на секунду. Площа ураження РСЗВ 4 квадратних кілометри.
Після запуску ракет система може переміститися і продовжувати стріляти ракетами, якщо вона не випустила все своє корисне навантаження, або якщо вона вистрілила всім запасом,то буде переозброєна допоміжним автомобілем приблизно за 30 хвилин. Допоміжний автомобіль має два крани, кожен з яких перевантажує дві реактивні системи.

## Варіанти
"Рокетсан" також розробили ракетну установку, яка стріляє як 107мм так і 122мм ракетами з тієї ж пускової установки, що робить його Мульти-Калібровою, реактивною системою залпового вогню.
У лютому 2017 року, Аль-Джабер представила свій Jobaria TCL (Twin Cradle Launcher) важкі реактивні артилерійські системи. На основі кількох Multiple Cradle Rocket Launcher, стріляє 300 - мм ракетами з двох чотирьох-ракетних пускових установок; системи можуть стріляти або китайськими А300 від 120—290 км (75—180 миля) або турецьких Т-300 Kasirga (Тигр) від 30—120 км (19—75 миля). На TCL понижений причіп довжиною 21 м (69 фут).